# Harpa jarocha
A harpa jarocha é uma harpa originária de Veracruz, México, usada na música jarocha.
É uma harpa de 32 a 36 cordas afinadas diatonicamente em 5 oitavas.
A harpa é introdutória ao tema melódico e logo continua sendo um elemento de improviso à parte vocal.
Os camponeses, rancheiros, vaqueiros, peões e pescadores foram os autores do som jarocho ao unir a jarana, a guitarra de som, o requinte jarocho e o violino.
A harpa chegou ao México desde o começo da colonização. A música tradicional mexicana denominada jarocha, que utiliza a harpa, foi consolidada no final do século XVIII.